# Maximilian Krah
Maximilian Krah (ur. 28 stycznia 1977 w Räckelwitz) – niemiecki polityk i prawnik, deputowany do Parlamentu Europejskiego IX i X kadencji, deputowany do Bundestagu.

## Życiorys
Ukończył studia prawnicze na Uniwersytecie Technicznym w Dreźnie, doktoryzował się na tej samej uczelni. Odbył studia podyplomowe typu MBA na Uniwersytecie Columbia i w London Business School. W 2005 podjął praktykę w zawodzie adwokata.
Był działaczem chadeckiej młodzieżówki Junge Union i członkiem Unii Chrześcijańsko-Demokratycznej, z której wystąpił w 2016. Dołączył następnie do Alternatywy dla Niemiec, objął stanowisko wiceprzewodniczącego partii w Saksonii. W wyborach w 2019 z listy AfD uzyskał mandat eurodeputowanego IX kadencji. W 2022 ubiegał się o stanowisko burmistrza Drezna, zajmując trzecie miejsce.
Przed wyborami europejskimi w 2024 otrzymał pierwsze miejsce na liście AfD. W trakcie kampanii prokurator wszczął wobec niego postępowanie w związku z doniesieniami o podejrzanych płatnościach pochodzących z Rosji i Chin, a jego asystenta tymczasowo aresztowano pod zarzutem szpiegostwa na rzecz Chin. Polityk udzielił też wywiadu włoskiemu dziennikowi „la Repubblica”, w którym stwierdził, że nie każdy członek SS w nazistowskich Niemczech automatycznie był przestępcą. W konsekwencji w maju 2024 na około 3 tygodnie przed głosowaniem władze partii wykluczyły go z udziału w kampanii. W wyniku wyborów z czerwca 2024 utrzymał miejsce w PE na kolejną kadencję. W wyborach w 2025 uzyskał natomiast mandat posła do Bundestagu.